# Saint-Martin-Don
Pour les articles homonymes, voir Saint-Martin.
Saint-Martin-Don est une ancienne commune française, située dans le département du Calvados en région Normandie, devenue le 1er janvier 2016 une commune déléguée au sein de la commune nouvelle de Souleuvre en Bocage.
La commune est peuplée de 223 habitants.

## Géographie
La commune est au nord du Bocage virois. Son bourg est à 9,5 km à l'ouest du Bény-Bocage, à 13 km au nord de Vire, à 14 km au sud-est de Tessy-sur-Vire et à 14 km au sud de Torigni-sur-Vire.
Le territoire est en retrait des principaux axes routiers régionaux. Le bourg est traversé par la route départementale no 193 le reliant au nord-est à la D 674 (ancienne route nationale 174) joignant Vire à Saint-Lô. Au sud-ouest, la D 193 se prolonge vers le bourg d'Annebecq (commune de Landelles-et-Coupigny). Se greffant sur cette dernière, la D 296 mène à Campagnolles au sud. L'accès à l'A84 est à Guilberville (échangeur 40) à 7,5 km au nord.
Saint-Martin-Don est dans le bassin de la Vire qui délimite le territoire au nord. Un court affluent, le Don, collecte les eaux du territoire communal et rejoint les gorges de la Vire après avoir traversé les hauteurs de la Zone bocaine par un étroit vallon.
Le point culminant (204 m) se situe à l'ouest, sur les hauteurs du Montanglier. Le point le plus bas (64 m) correspond à la sortie de la Vire du territoire, au nord-ouest, dans le site des gorges de la Vire, à 800 m du point culminant, soit un dénivelé de 18 %. La commune est bocagère.
Le climat est océanique, comme dans tout l'Ouest de la France. La station météorologique la plus proche est Caen-Carpiquet, à 46 km, mais Granville-Pointe du Roc est à peu près à la même distance (48 km). Le Bocage virois s'en différencie toutefois pour la pluviométrie annuelle qui, à Saint-Martin-Don, avoisine les 950 mm.
| Malloué (comm. nouv. de Souleuvre en Bocage) | Campeaux (comm. nouv. de Souleuvre en Bocage) | Sainte-Marie-Laumont (comm. nouv. de Souleuvre en Bocage) |
| Pont-Bellanger, Landelles-et-Coupigny        | Saint-Martin-Don                              | Sainte-Marie-Laumont (comm. nouv. de Souleuvre en Bocage) |
| Landelles-et-Coupigny                        | Beaumesnil                                    | Sainte-Marie-Laumont (comm. nouv. de Souleuvre en Bocage) |

## Toponymie
Le nom de la localité est attesté sous la forme Saint Martin Do en 1417  (magni rotuli, p. 278),. 
La paroisse était dédiée à Martin de Tours. 
Le Don est le ruisseau affluent de la Vire qui traverse le territoire. 
Le gentilé est Saint-Martindonais.

## Histoire
Le 1er janvier 2016, Saint-Martin-Don intègre avec dix-neuf autres communes la commune de Souleuvre-en-Bocage créée sous le régime juridique des communes nouvelles instauré par la loi no 2010-1563 du 16 décembre 2010 de réforme des collectivités territoriales. Les communes de Beaulieu, Le Bény-Bocage, Bures-les-Monts, Campeaux, Carville, Étouvy, La Ferrière-Harang, La Graverie, Malloué, Montamy, Mont-Bertrand, Montchauvet, Le Reculey, Saint-Denis-Maisoncelles, Sainte-Marie-Laumont, Saint-Martin-des-Besaces, Saint-Martin-Don, Saint-Ouen-des-Besaces, Saint-Pierre-Tarentaine et Le Tourneur deviennent des communes déléguées et Le Bény-Bocage est le chef-lieu de la commune nouvelle.

## Politique et administration
Le conseil municipal était composé de onze membres dont le maire et trois adjoints. Ces conseillers intègrent au complet le conseil municipal de Souleuvre-en-Bocage le 1er janvier 2016 jusqu'en 2020 et Francis Hervieu devient maire délégué.

## Démographie
En 2022, la commune comptait 223 habitants. Depuis 2004, les enquêtes de recensement dans les communes de moins de 10 000 habitants ont lieu tous les cinq ans (en 2004, 2009, 2014, etc. pour Saint-Martin-Don) et les chiffres de population municipale légale des autres années sont des estimations.
Au premier recensement républicain, en 1793, Saint-Martin-Don comptait 742 habitants, population jamais atteinte depuis.
| 1793 | 1800 | 1806 | 1821 | 1831 | 1836 | 1841 | 1846 | 1851 |
| ---- | ---- | ---- | ---- | ---- | ---- | ---- | ---- | ---- |
| 742  | 709  | 709  | 667  | 578  | 581  | 625  | 632  | 600  |

| 1856 | 1861 | 1866 | 1872 | 1876 | 1881 | 1886 | 1891 | 1896 |
| ---- | ---- | ---- | ---- | ---- | ---- | ---- | ---- | ---- |
| 548  | 539  | 562  | 537  | 523  | 524  | 515  | 511  | 480  |

| 1901 | 1906 | 1911 | 1921 | 1926 | 1931 | 1936 | 1946 | 1954 |
| ---- | ---- | ---- | ---- | ---- | ---- | ---- | ---- | ---- |
| 436  | 409  | 388  | 371  | 374  | 382  | 394  | 357  | 332  |

| 1962 | 1968 | 1975 | 1982 | 1990 | 1999 | 2004 | 2009 | 2014 |
| ---- | ---- | ---- | ---- | ---- | ---- | ---- | ---- | ---- |
| 306  | 275  | 265  | 234  | 225  | 260  | 241  | 245  | 264  |

| 2018 | - | - | - | - | - | - | - | - |
| ---- | - | - | - | - | - | - | - | - |
| 256  | - | - | - | - | - | - | - | - |

## Culture locale et patrimoine

### Lieux et monuments
- Église Saint-Martin (XVIIIe siècle et reconstruction). Un groupe sculpté occupant une niche sur l'extérieur du pignon nord du transept et représentant un saint évêque entouré de deux bourreaux est classé à titre d'objet aux Monuments historiques[14].
- Le site des gorges de la Vire limite le nord de la commune.
- Arcisse de Caumont décrit en 1857 les ruines d'un prieuré à l'est de l'église[15].

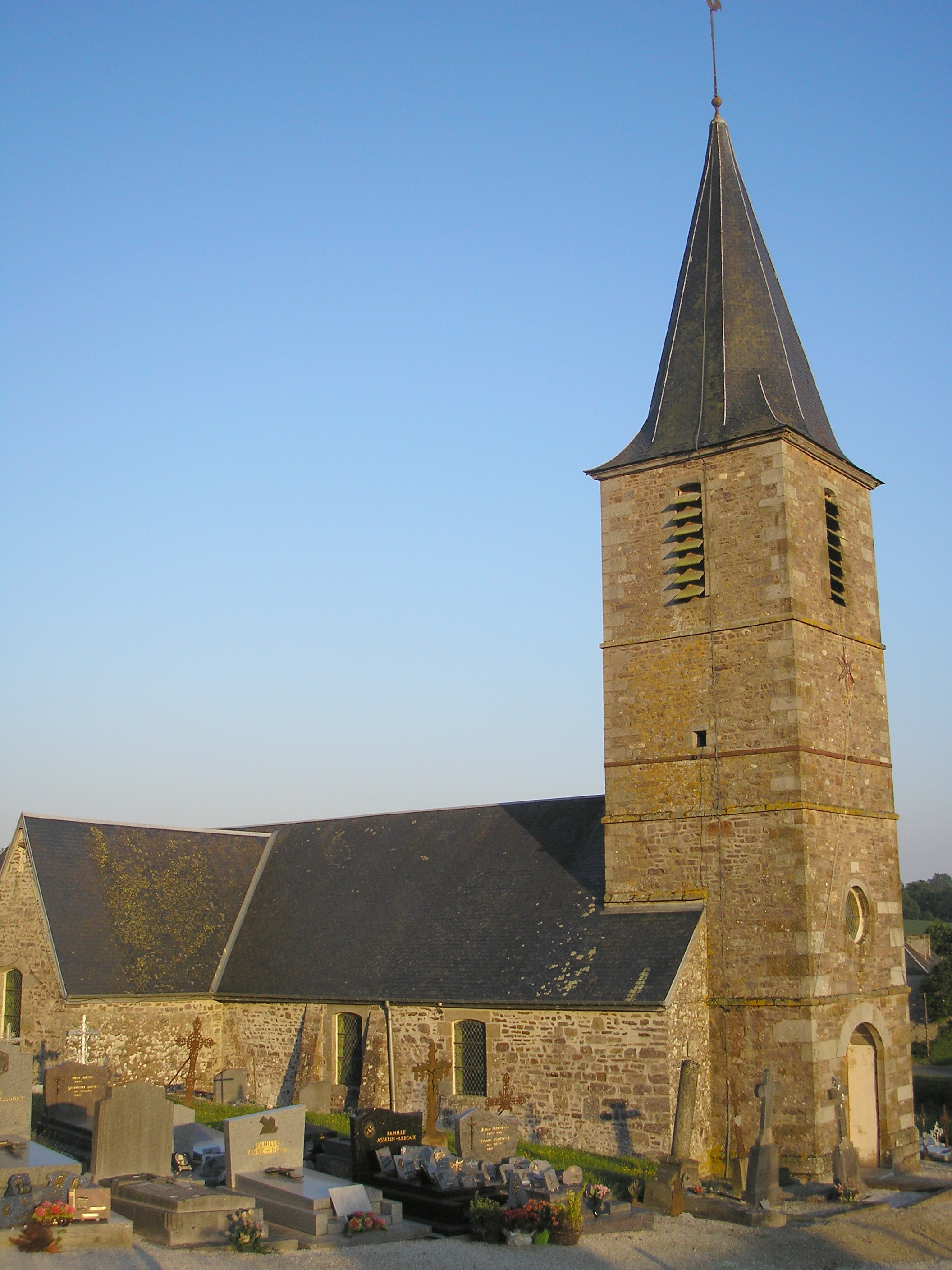
L'église Saint-Martin.
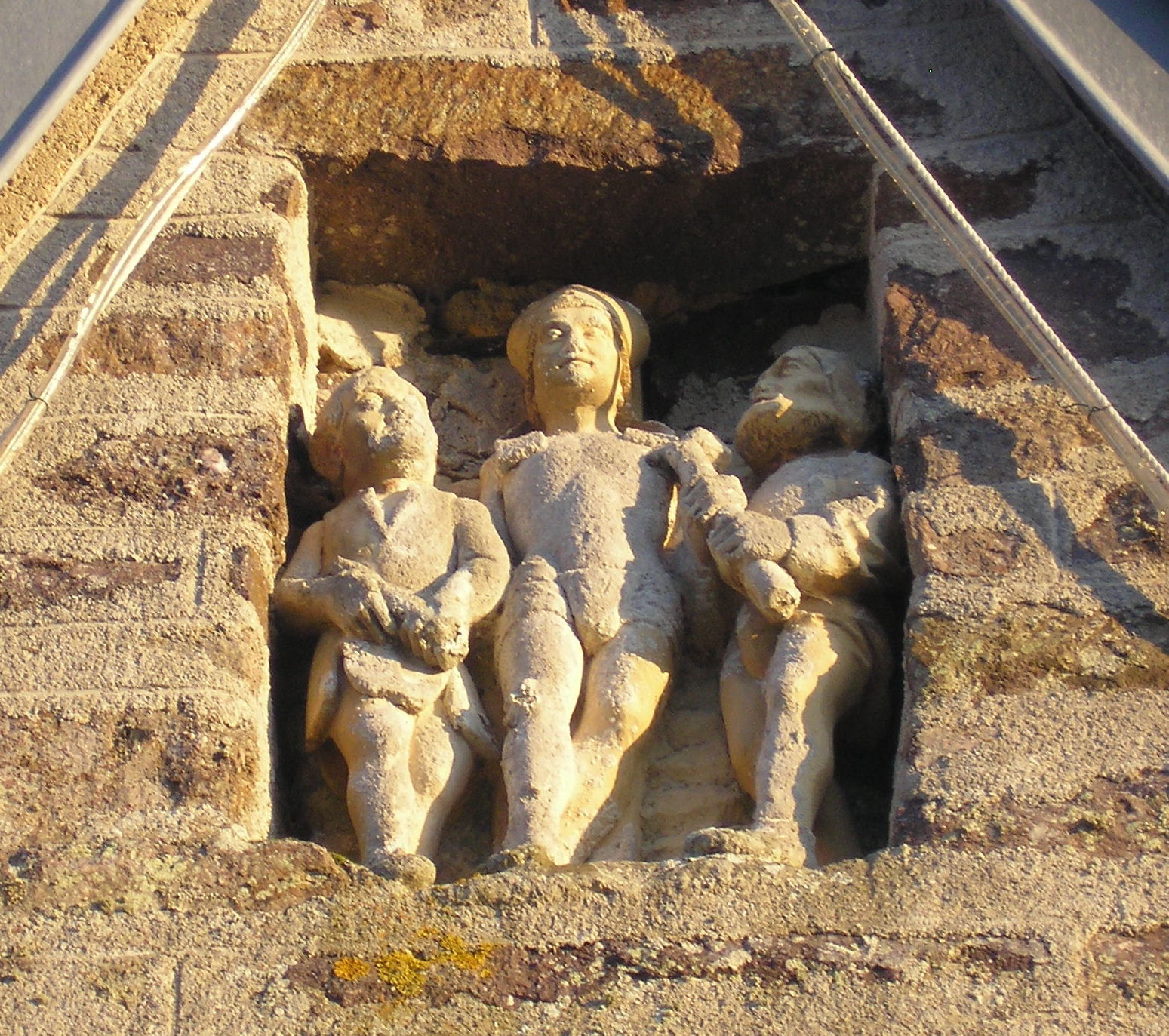
La sculpture du transept nord.
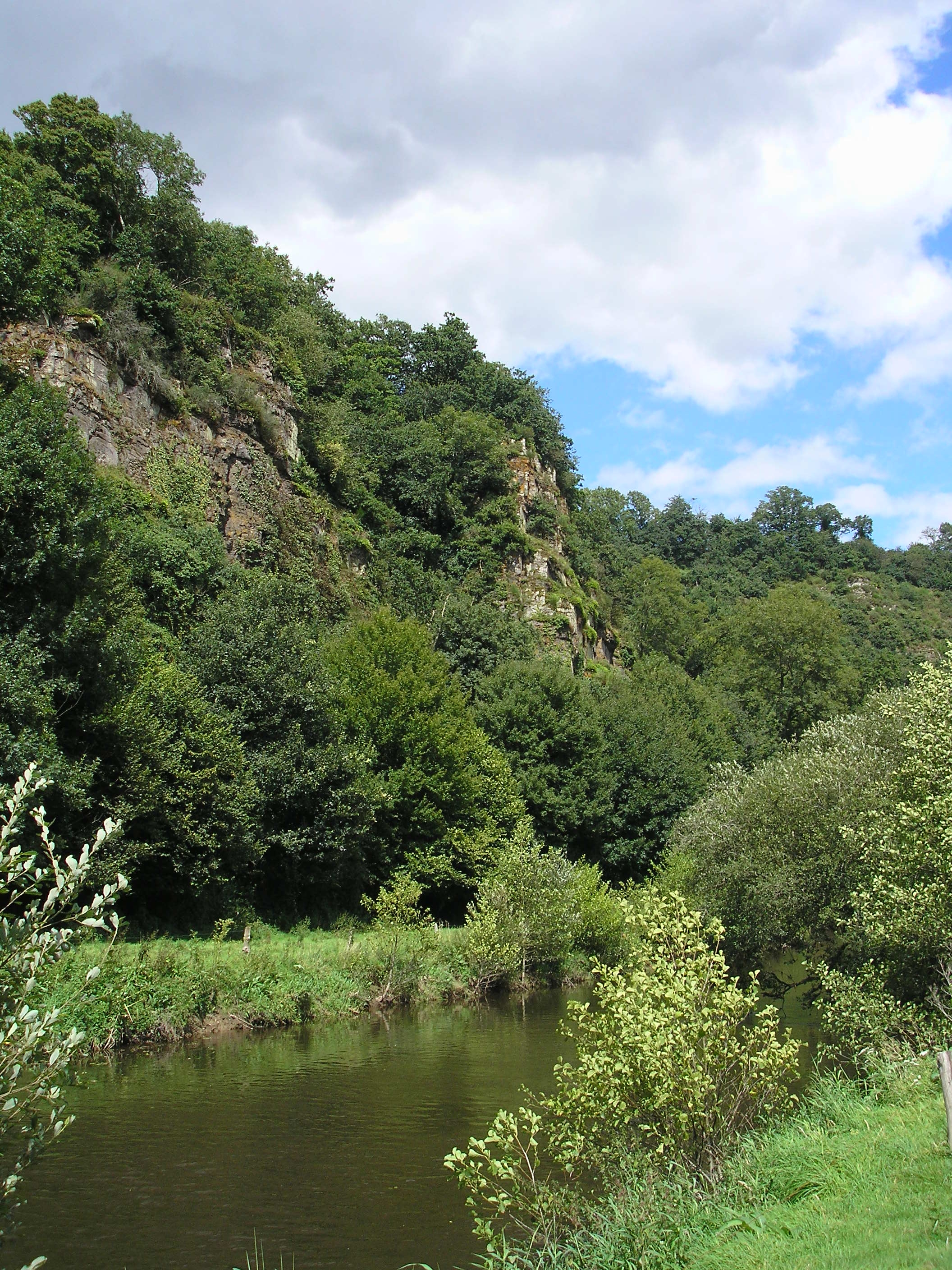
Les gorges de la Vire.
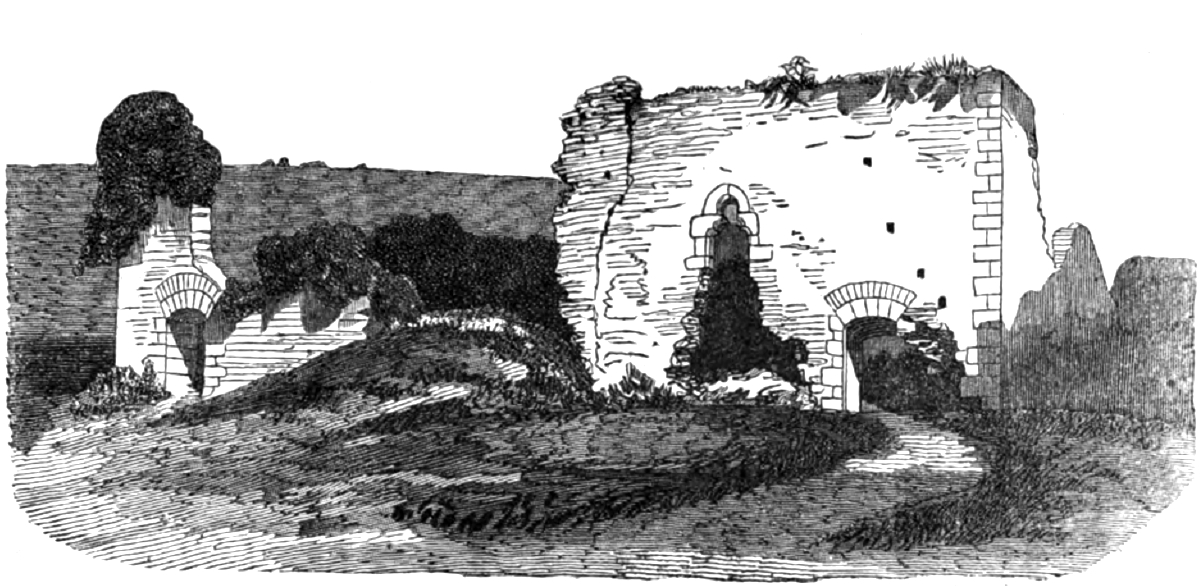
Les ruines du prieuré au XIXe siècle par Georges Bouet.

### Héraldique
| Blason de Saint-Martin-Don | Blason  | Écartelé : aux 1er et 4e de gueules à deux léopards d'or, armés et lampassés d'azur, l'un au-dessus de l'autre, au 2e d'azur à saint Martin à cheval d'argent, partageant son manteau, au 3e d'azur à trois poissons rangés en pal. |
| Blason de Saint-Martin-Don | Détails | Les deux léopards d'or sur champ de gueules rappellent les armes de la Normandie. Le statut officiel du blason reste à déterminer.                                                                                                  |